# Neuroleon (Neuroleon) nigericus
Neuroleon (Neuroleon) nigericus is een insect uit de familie van de mierenleeuwen (Myrmeleontidae), die tot de orde netvleugeligen (Neuroptera) behoort. 
Neuroleon (Neuroleon) nigericus is voor het eerst wetenschappelijk beschreven door Navás in 1935.